# Кудревецький Василь Васильович
Кудревецький Василь Васильович (1859 — після 1936) — лікар-терапевт, ординарний професор і ректор Імператорського Варшавського університету.

## Життєпис
Народився в сім'ї священика у Чернігівській губернії. Закінчив курс природничого відділення фізико-математичного факультету Новоросійського університету і з 1882 року відвідував лекції математичного відділення. Навчався у Військово-медичній академії. У 1890 році отримав ступінь доктора медицини, а в 1891 році був відправлений за кордон для підвищення кваліфікації. Згодом отримав звання приват-доцента по клініці внутрішніх хвороб.
У 1895 році очолив кафедру факультетської терапевтичної клініки Варшавського університету.
У 1911—1912 роках був ректором Імператорського Варшавського університету.
Праці Кудревецького
- «Материалы к физиологии поджелудочной железы» (диссерт., 1890 ; ця робота в 1894 була надрукована в «Archiv f. Anat. und Physiologie» під назвою «Chemismus der Pankreasabsonderung unter dem Einflusse der Nervenreizung»);
- «Ueber Tuberculose des Pankreas» ("Zeitschr. F. Heilkunde ", 1892);
- «Zur Lehre von der durch Wirbelsäulentumoren bedingten Compressionserkrankung des Rückenmarkes» (ib.,1892);
- «Recherches experimentales sur l'immunisation contre la diphtérie» («Arch. De med. Experim. Et d'anat. Path.», 1893).